# Velika nagrada Doningtona 1935
Velika nagrada Doningtona 1935 je bila neprvenstvena dirka za Veliko nagrado v sezoni 1935. Odvijala se je 5. oktobra 1935 na dirkališču Donington Park.

## Poročilo

### Pred dirko
Nobeno od večjih moštev se ni udeležilo prve dirki za Veliko nagrado v Veliki Britaniji, ki je potekala na cestnem dirkališču. Štartno vrsto so večinoma sestavljali domači dirkači, ki so se jim pridružili le še Raymond Sommer, Giuseppe Farina, ki si je sposodil dirkalnik Maserati V8RI od moštva Scuderia Subalpina, in Princ Bira. Sommer je osvojil najboljši štartni položaj s časom 2:04,8, drugo štartno mesto je osvojil Farina z 2:08,4, tretje pa Percy Maclure z 2:14,9. 

### Dirka
Petnajst minut pred štartom dirke je nehalo deževati, toda med dirko je ponovno začelo. Najbolje je štartal Farina, sledili pa so mu Sommer, Richard Shuttleworth, Earl Howe, Charles Martin in Bira. Farina je imel na tretjini dirke lepo prednost, toda nenadoma je moral odstopiti zaradi okvare dirkalnika. S tem je vodstvo prevzel Sommer, ki sta mu sledila Martin in Howe. Četrtouvrščeni Shuttleworth je ob umikanju vodilnemu za krog izgubil nadzor nad dirkalnikom in zapeljal s proge, toda lahko je nadaljeval.
Na polovici dirke je prevzel vodstvo Martin zaradi postanka Sommerja, ki ga je ponovno lovil, toda zaradi odprtega pokrova motorja je moral na nov postanek v bokse. Sommer je po postanku ponovno začel loviti Martina, toda le do sedemdesetega kroga, ko je moral odstopiti zaradi podobne okvare kot Farina. Drugouvrščeni Bill Everitt ni mogel več prenesti vibracij na svojem dirkalniku Maserati 6C-34, zato je dirkalnik prevzel kar šef moštva Gino Rovere. Vodilni Martin se je na mokri zmagi zavrtel in zmago s tem prepustil Shuttleworthu, drugo mesto pa Howu. Martin je padel na tretjo mesto, Rovere je bil četrti, Bira pa peti.

## Rezultati

### Dirka
| Poz | Št | Dirkač                             | Moštvo             | Dirkalnik        | Krogi | Čas/Odstop | Št. m. |
| --- | -- | ---------------------------------- | ------------------ | ---------------- | ----- | ---------- | ------ |
| 1   | 9  | Richard Shuttleworth               | Privatnik          | Alfa Romeo P3    | 120   | 4:47:12.0  | 6      |
| 2   | 1  | Earl Howe                          | Privatnik          | Bugatti T59      | 120   | + 45,8 s   | 4      |
| 3   | 2  | Charles Martin                     | Privatnik          | Bugatti T59      | 120   | + 2:35,4   | 7      |
| 4   | 16 | Bill Everitt Gino Rovere           | Gino Rovere        | Maserati 6C-34   | 120   | + 6:47,0   | 14     |
| 5   | 24 | Princ Bira                         | Privatnik          | ERA B            | 120   | + 11:04,0  | 9      |
| 6   | 3  | Lindsay Eccles Patrick Fairfield   | Privatnik          | Bugatti T59      | 120   | + 12:21,0  | 15     |
| NC  | 7  | Hector Dobbs William von der Becke | F. W. Dixon        | Riley 6          | 119   | +1 krog    | 13     |
| NC  | 4  | Brian Lewis Cyril John Paul        | F. W. Dixon        | Riley 6          | 117   | +3 krogi   | 11     |
| NC  | 5  | Walter Handley Pat Driscoll        | F. W. Dixon        | Riley 6          | 115   | +5 krogov  | 10     |
| Ods | 6  | Percy Maclure                      | Riley Ltd.         | Riley 6          | 95    |            | 3      |
| Ods | 12 | Rupert Featherstonhaugh            | Privatnik          | Maserati 8CM     | 82    | Prenos     | 5      |
| Ods | 8  | Raymond Sommer                     | Privatnik          | Alfa Romeo P3    | 70    | Gred       | 1      |
| Ods | 18 | Austin Dobson                      | Privatnik          | Maserati 8C      | 67    | Trčenje    | 12     |
| Ods | 11 | Giuseppe Farina                    | Gino Rovere        | Maserati V8RI    | 41    | Gred       | 2      |
| Ods | 10 | Harry Rose                         | Scuderia Subalpina | Alfa Romeo Monza | 38    | Motor      | 8      |
| DNA | 15 | Nicholas Stamati Embiricos         | Privatnik          | ERA B            |       |            |        |
| DNA | 17 | Luis Goncalves Fontes              | Privatnik          | Alfa Romeo P3    |       |            |        |